# Jesús Jiménez Zamora
Jesús Jiménez Zamora (* 18. Juni 1823 in Cartago, Costa Rica; † 12. Februar 1897 ebenda) war zweimal Präsident von Costa Rica.

## Leben

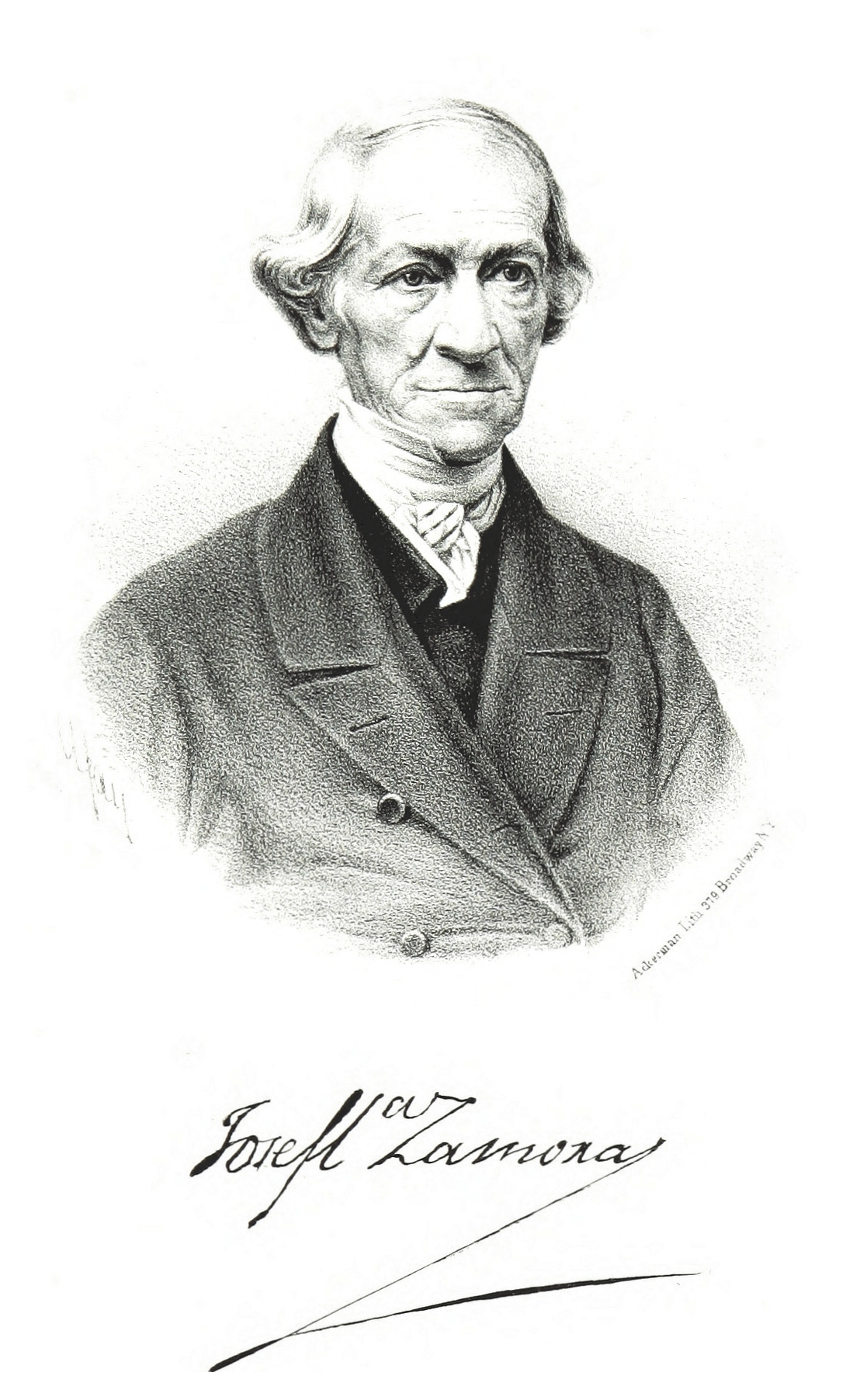
Jesús Jiménez Zamora (1851)

### Frühe Laufbahn
Jiménez heiratete am 25. Januar 1850 in Cartago Esmeralda Oreamuno Gutiérrez, die Tochter von Francisco María Oreamuno Bonilla. Der Ehe entstammten sieben Kinder, u. a. Manuel de Jesús Jiménez Oreamuno (1854–1916), 1889 Außenminister von Costa Rica, und Ricardo Jiménez Oreamuno. Er wurde Arzt an der Universidad de San Carlos de Guatemala.
Als sein Kollege José María Montealegre Fernández 1859 an die Macht geputscht wurde, war er bei der verfassungsgebenden Versammlung 1856 Delegierter für Cartago. Im Regierungskabinett von Montealegre war er Außenminister und Minister für öffentlichen Bildung. Von diesem Amt trat er 1860 zurück. Von 1860 bis 1861 war er Stellvertreter der Präsidenten und von 1862 bis 1863 Abgeordneter im Parlament.

### Präsidentschaft 1863–1866
Bei den Wahlen im April 1863 wurde er zum Präsidenten für die Amtszeit 1863 bis 1866 gewählt. Kurz nach Amtsantritt ließ er verfassungswidrig das Parlament auflösen und ein neues Parlament wählen. Er gewährte Gerardo Barrios Asyl, weshalb vier zentralamerikanische Regierungen die diplomatischen Beziehungen zu seiner Regierung einstellten. 1865 wurde in Bogotá im Tratado Castro-Valenzuela eine Grenze zwischen Costa Rica und Kolumbien definiert.

### Präsidentschaft 1. November 1868 – 27. April 1870
Im Mai 1866 wurde Jiménez Stellvertreter der Präsidenten. Am 1. November 1868 putschte er gegen Präsident José María Castro Madriz. Er beendete die Vorherrschaft der Kommandanten der Kasernen von San José und rief eine verfassungsgebende Versammlung ein, welche 1869 eine Verfassung erließ, in welcher die Grundschulbildung verpflichtend mit Kostenübernahme durch den Staat erklärt wurde.
Bei den Wahlen im April 1869 wurde er für die Amtszeit 1869–1872 zum Präsidenten gewählt. Er führte ein repressives Regime einschließlich Pressezensur, einige Oppositionelle verließen Costa Rica. In diesem Regime wurde das Colegio San Luis Gonzaga in Cartago gegründet. Am 27. April 1870 putschte Tomás Guardia Gutiérrez und erklärte Bruno Carranza Ramírez zum Präsidenten. Jiménez zog sich nach Cartago zurück; als seine Gegner drohten, ihn vor Gericht zu stellen, flüchtete er in das Gebiet des heutigen Panama.
Die Regierung Tomás Guardia Gutiérrez erließ eine Amnestie, unter welcher er nach Costa Rica zurückkehrte.